# Марсико Нуово
Марсико Нуово (итал. Marsico Nuovo) је насеље у Италији у округу Потенца, региону Базиликата.
Према процени из 2011. у насељу је живело 1574 становника. Насеље се налази на надморској висини од 847 м.

## Становништво
Према резултатима пописа становништва 2011. у општини је живело 4.358 становника.
| 1951. | 1961. | 1971. | 1981. | 1991. | 2001. | 2011. |
| ----- | ----- | ----- | ----- | ----- | ----- | ----- |
| 6.045 | 6.220 | 6.533 | 6.018 | 5.610 | 5.134 | 4.358 |

## Партнерски градови
- Монтевидео